# Кетлох
Кетлох — река в России, протекает по Ханты-Мансийскому АО. Устье реки находится в 215 км по правому берегу реки Мулымья. Длина реки составляет 23 км.

## Данные водного реестра
По данным государственного водного реестра России относится к Иртышскому бассейновому округу, водохозяйственный участок реки — Конда, речной подбассейн реки — Конда. Речной бассейн реки — Иртыш.
Код объекта в государственном водном реестре — 14010600112115300016283.